# Vašca
Vašca este o localitate din comuna Cerklje na Gorenjskem, Slovenia, cu o populație de 68 de locuitori.